# Diamond Miller
Pour les articles homonymes, voir Miller.
Diamond Miller, née le 11 février 2001 à Montclair, New Jersey, est une joueuse américaine de basket-ball jouant au poste d'ailière.

## Biographie

### Carrière junior

#### Au lycée
Diamond Miller a grandi en jouant au basket et au football. Dans son enfance, elle a joué au basketball avec ses deux sœurs aînées, Adreana et LaNiya, qui l’ont inspirée à pratiquer ce sport. Elle admirait Candace Parker, Stephen Curry et Kevin Durant. Elle était entraînée par son père, Lance, avec l’équipe Miller Lightning de l’Amateur Athletic Union. Elle a joué pendant quatre ans pour l’école secondaire Franklin de Somerset, dans le New Jersey. Elle a obtenu en moyenne 15,5 points par match en première année. Au cours de sa deuxième saison, Miller a obtenu en moyenne 18,1 points, 6,6 rebonds et 3,8 contres par match, ce qui a mené Franklin au tournoi final du championnat du New Jersey et à des titres d’État du Groupe 4.
En tant que junior, Miller a obtenu en moyenne 23,8 points, 7,7 rebonds, 3,8 passes et 3,8 contres par match, et a été nommé Courier News Player de l’année pour 2018. Elle a battu son propre record de points en une saison et a surpassé sa sœur, Adreana, en tant que meilleure marqueuse de tous les temps de Franklin. Miller a mené son équipe au championnat d’État du groupe 4, marquant 27 points contre Toms River High School North dans le match pour le titre. Au cours de sa dernière saison en 2018-2019, elle a récolté en moyenne 21,8 points, 8,7 rebonds et 3,1 contres par match, devenant ainsi la joueuse de l’année de Courier News. Miller a mené son équipe à un bilan de 34 victoires  et 0 défaite, un autre titre du Tournoi des champions et le titre d’État du Groupe 4. Elle a été nommée joueuse de l’année du New Jersey Gatorade, joueuse de l’année du NJ.com et joueuse de l’année du USA Today New Jersey. Elle a été sélectionnée pour jouer au McDonald’s All-American Game.
Elle a reçu sa première offre de bourse d’études collégiales en basketball de l'université Villanova. Le 10 mars 2018, elle s’est engagée à jouer au basketball universitaire pour l'université du Maryland à la suite d’une offre de l'université de Notre-Dame. Miller a été attirée par le programme par son personnel d’entraîneurs et sa proximité. Le 14 novembre 2018, elle a signé sa lettre d’intention nationale avec le Maryland.

#### En universitaire
Diamond Miller joue pour les Terrapins du Maryland.
Lors de sa première saison dans le Maryland, elle était une joueuse clé en sortie de banc pour le Maryland. Le 24 novembre 2019, elle a marqué 17 points, son record de la saison, dans une victoire de 107 à 52 contre les Bobcats de Quinnipiac. En première année, Miller a obtenu en moyenne 7,7 points et 3,2 rebonds par match. Son équipe a remporté le tournoi Big Ten et était en lice pour le tournoi de la NCAA, qui a été annulé en raison de la pandémie de COVID-19. Miller a joué un rôle de premier plan aux côtés d’Ashley Owusu lors de sa deuxième saison. Le 3 décembre 2020, elle a marqué 28 points, son record de la saison, marquant un 5 sur 7 à trois points, dans une victoire de 112 à 78 contre les Tigers de Towson. Miller a réussi 15 points et six passes décisives dans une victoire de 104 à 84 contre les Hawkeyes de l’Iowa pour remporter son deuxième titre du tournoi Big Ten. Elle a été nommée meilleure joueuse du tournoi. En deuxième année, Miller a obtenu en moyenne 17,3 points, 5,8 rebonds et 2,9 passes décisives, remportant les honneurs de la première équipe All-Big Ten.

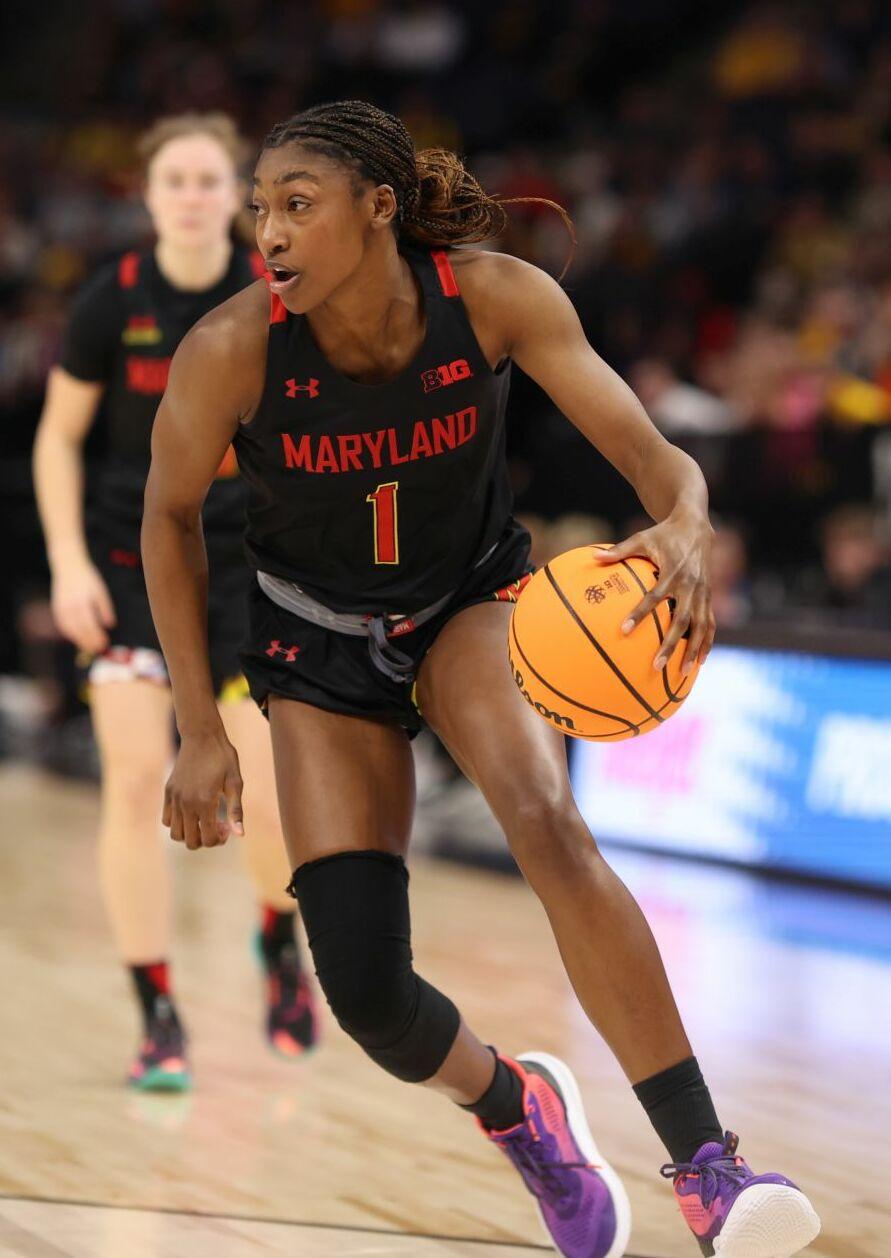
Diamond Miller en 2023 avec les Terrapins

Elle n'a pas pu commencer sa saison junior en raison d’une blessure au genou persistante et a raté 10 de ses 12 premiers matchs. Le 6 janvier 2022, Miller a marqué le plus haut total de la saison avec 24 points dans une victoire de 106 à 78 face au Lady Lions de Penn State. Elle a marqué 24 points, avec neuf rebonds, trois passes décisives et trois interceptions, dans une victoire de 89-65 contre les Eagles de Florida Gulf Coast lors du deuxième tour du tournoi NCAA 2022. Chez les juniors, Miller a récolté en moyenne 13,1 points, 4,1 rebonds et 2,8 passes décisives par match, ce qui a permis d'être nommée dans la Second team All-Big Ten,. Après la saison, elle a subi une opération au genou et a été mise à l’écart pendant trois à six mois. Le 20 novembre 2022, Miller a enregistré un record en carrière avec 32 points et 10 rebonds dans une victoire de 73 à 68 aux Bears de Baylor. Le 1 décembre 2022, elle a inscrit 31 points, 12 rebonds et cinq passes décisives, ce qui lui a permis de battre Notre Dame de 74 à 72. Miller a été sélectionné à l’unanimité par les entraîneurs et les médias de la ligue dans la First team All Big ten. L’Associated Press et la United States Basketball Writers Association l’ont nommée dans la second-team All-American et a fait partie de la All America team Basketball Coaches Association. Chez les seniors, Miller a récolté en moyenne 19,7 points, 6,6 rebonds, 2,9 passes décisives et 2,1 interceptions par match, établissant ainsi le record de la saison avec 201 lancers francs.
Elle s’est déclarée pour la draft de la WNBA, où elle était considérée comme l’une des meilleures perspectives.

## Carrière professionnelle

### En WNBA
Diamond Miller est sélectionné en 2e position lors de la draft WNBA 2023 par le Lynx du Minnesota.
Elle commence la saison WNBA 2023 le 6 mai 2023 face aux Mystics de Washington en tant que titulaire en inscrivant 19 points, prenant 5 rebonds et faisant 2 passes décisives en 34 minutes de jeu. Elle égale son record en carrière de 19 points le 30 juin 2023 face au Storm de Seattle. Le 2 juillet 2023, elle établit un nouveau record avec 25 points face au Mercury de Phoenix. Elle égale son record de 25 points le 30 août 2023 face aux Mystics. Elle termine sa saison rookie avec des moyennes par match de 12,1 points, 3,5 rebonds et 2,5 passes décisives. À l'issue de cette saison, elle est nommée dans la WNBA All-Rookie Team 2023. Pour son année rookie, elle devient la troisième joueuse du Lynx après Napheesa Collier et Maya Moore avec au moins 380 points, 110 rebonds, 30 interceptions et 10 contres.
Elle commence la saison WNBA 2024 le 15 mai 2024 face au Storm de Seattle avec 2 points et 3 rebonds en 13 minutes de jeu.

### Hors WNBA
Après la saison WNBA 2023, elle s'engage dans le championnat hongrois avec le club du Seat-Szese Győr. Elle joue une seule rencontre d'EuroLigue (contre le Virtus Bologne : 24 points, 5 rebonds, 6 passes) et un match de Ligue hongroise (contre BEAC (hu) : 16 points, 5 rebonds, 3 passes). Le 13 décembre 2023, le Győr licencie Miller en raison d'une blessure au genou.

### En équipe nationale
Miller représente les États-Unis au Championnat des Amériques des moins de 16 ans de la FIBA 2017 en Argentine. Ses statistiques sont de 6,4 points, 5,6 rebonds et deux interceptions par match, aidant son équipe à remporter la médaille d’or. Elle inscrit 10 points, prend quatre rebonds et fait deux interceptions dans une victoire de 91-46 sur le Canada en finale. Elle est intégrée tardivement à l’équipe des États-Unis pour la Coupe du monde féminine des moins de 19 ans de la FIBA 2019 en Thaïlande. Elle marque en moyenne deux points et prend 1,3 rebond par match et remporte une médaille d’or. Elle fait ses débuts avec l’équipe nationale senior des États-Unis à la Coupe des Amériques féminine de basket-ball 2021 à Porto Rico. Ses statistiques sont de 4,7 points, quatre rebonds et deux passes décisives par match et l'équipe remporte la compétition.

## Statistiques

### En universitaire
| Gras/Meilleures performances | [ 49 ] |

| Saison                    | Équipe                    | MJ  | M5 | Min  | %T   | %3   | %LF  | Rb  | PD  | Int | Ctr | BP  | F   | Pts  |
| ------------------------- | ------------------------- | --- | -- | ---- | ---- | ---- | ---- | --- | --- | --- | --- | --- | --- | ---- |
| 2019-2020                 | Terrapins du Maryland     | 32  | 3  | 19,1 | 40,9 | 31,5 | 73,4 | 3,2 | 1,8 | 0,9 | 0,6 | 1,6 | 2,0 | 7,7  |
| 2020-2021                 | Terrapins du Maryland     | 29  | 29 | 27,5 | 50,6 | 35,5 | 79,3 | 5,8 | 2,9 | 1,4 | 1,0 | 2,6 | 2,4 | 17,3 |
| 2021-2022                 | Terrapins du Maryland     | 22  | 18 | 28,5 | 40,8 | 31,6 | 78,6 | 4,0 | 2,8 | 1,4 | 0,9 | 3,0 | 2,5 | 13,1 |
| 2022-2023                 | Terrapins du Maryland     | 34  | 34 | 28,8 | 47,6 | 22,0 | 79,8 | 6,4 | 2,9 | 2,1 | 1,3 | 3,2 | 2,9 | 19,7 |
| Total : moyenne par match | Total : moyenne par match |     |    | 25,7 | 45,9 | 30,3 | 78,7 | 4,9 | 2,6 | 1,5 | 0,9 | 2,6 | 2,4 | 14,6 |
| Totaux                    | Totaux                    | 117 | 84 | 3012 | 595  | 106  | 410  | 578 | 301 | 170 | 111 | 303 | 285 | 1706 |

### En WNBA
| Gras/Meilleures performances | [ 50 ] |

| Saison                    | Équipe                    | MJ | M5 | Min  | %T   | %3   | %LF  | Rb  | PD  | Int | Ctr | BP  | F   | Pts  |
| ------------------------- | ------------------------- | -- | -- | ---- | ---- | ---- | ---- | --- | --- | --- | --- | --- | --- | ---- |
| 2023                      | Lynx du Minnesota         | 32 | 32 | 26,1 | 40,3 | 30,7 | 80,0 | 3,5 | 2,5 | 0,9 | 0,3 | 2,3 | 2,5 | 12,1 |
| Total : moyenne par match | Total : moyenne par match |    |    | 26,1 | 40,3 | 30,7 | 80,0 | 3,5 | 2,5 | 0,9 | 0,3 | 2,3 | 2,5 | 12,1 |
| Totaux                    | Totaux                    | 32 | 32 | 834  | 140  | 101  | 76   | 113 | 80  | 30  | 11  | 73  | 81  | 387  |

## Palmarès et distinctions

### Palmarès
- Médaille d'or au Championnat des Amériques des moins de 16 ans (2017)
- Médaille d'or à la Coupe du monde féminine des moins de 19 ans (2019)
- Médaille d'or à la Coupe des Amériques féminine de basket-ball (2021)

### Distinctions personnelles

#### En junior
- WBCA Division I Coaches All-America Team (2023)
- Second Team All-American by the AP, USBWA, (2023)
- Big Ten Medal of Honor recipient (2023)
- All-Big Ten First Team (2021, 2023)
- All-Big Ten Second Team (2022)
- WBCA All-Region Team (2021)
- Big Ten Medal of Honor (2023)
- Big Ten Tournament Co-MOP (2021)
- Preseason All-Big Ten Team (2021, 2022)
- Ann Meyers Drysdale Award Watch List (2021, 2022)
- Wooden Award Top 50 (2021, 2022)
- Wooden Award Late Season Top 20 (2023)
- Wade Watch List (2021)
- Wade Watch Midseason List (2022)
- Naismith Watch List (2021, 2022, 2023)
- Big Ten Player of the Week Honor Roll (12/7/20; 3/1/21; 1/30/23; 2/6/23; 2/20/23)
- Big Ten Player of the Week (11/21/22; 2/13/23)
- Academic All-Big Ten (2021)
- McDonald’s All-American Team (2019)
- Gatorade Player of the Year pour l'État du New Jersey (2019)
- Nommée pour Naismith High School Girls Award (2019)

#### En WNBA
- WNBA All-Rookie Team (2023)

## Vie privée
Diamond Miller est la fille de Dreana et Lance Miller. Son père a joué professionnellement au basket-ball en Europe après une carrière universitaire à Villanova. Les deux sœurs de Miller ont joué au basket-ball au niveau universitaire : Adreana avec les Explorers de La Salle et les Buckeyes d'Ohio State et LaNiya avec les Seawolves de Stony Brook et les Seahawks de Wagner. Elle s’est spécialisée en sciences familiales à l’université du Maryland.